# 光茎虎耳草
光茎虎耳草（学名：Saxifraga glabricaulis）为虎耳草科虎耳草属下的一个种。

## 扩展阅读
維基物種上的相關：光茎虎耳草